# VistaVision
VistaVision este un format cu ecran lat dezvoltat de Paramount Pictures care a implicat utilizarea dublă a suprafeței standard a filmului de 35mm. 
Primul film realizat în VistaVision este Crăciun alb în 1954. Primul film alb-negru în VistaVision Ore de cumpănă în 1955.

## Vezi și
- Listă de filme VistaVision